# David Russell (Gitarrist)
David Russell (* 1953 in Glasgow) ist ein schottisch-spanischer klassischer Gitarrist.
Russell wurde in Glasgow als Kind eines Maler-Ehepaars geboren, wuchs aber ab dem siebten Lebensjahr in Es Migjorn Gran auf Menorca auf. Er studierte unter anderem bei Hector Quine an der Royal Academy of Music in London und gewann zahlreiche internationale Gitarrenwettbewerbe, darunter 1977 den Francisco-Tárrega-Wettbewerb und zweimal den Julian Bream Guitar Prize.
Russell nahm bislang mehr als 20 Alben auf und gewann mit Aire Latino den Grammy 2005 in der Kategorie „Beste Soloinstrument-Darbietung ohne Orchester“. In seinen Aufnahmen deckt Russell ein breites Spektrum klassischer Gitarrenmusik von der Renaissance bis zu zeitgenössischen Kompositionen ab.
Neben den Plattenaufnahmen liegen von Russell auch zahlreiche Werk-Editionen und -Bearbeitungen, unter anderem von Johann Sebastian Bach, Domenico Scarlatti, Enrique Granados oder Isaac Albéniz vor. Seit 1997 ist Russell Fellow, seit Herbst 2010 Visiting Professor an der Royal Academy of Music.

## Diskographie
- Double bass and guitar, LP Festival, 1978 (mit David Milne)
- Something Unique, Overture, 1979
- David Russell plays Antonio Lauro, GMR, 1980
- Guitar Duets, Sabam, 1983 (mit Raphaella Smits)
- Guitar Concerto, Phoenix, 1984 (mit Dennis Milne, Chamber Music Players of London)
- Mario Castelnuovo-Tedesco, Academix, 1985 (mit Raphaella Smits)
- 19th Century Music, GHA, 1987
- Haendel, Bach, Scarlatti, GHA, 1989
- Tárrega: Integral de Guitarra, Opera Tres, 1991
- Music of Barrios, Telarc, 1995
- Music of Federico Moreno Torroba, Telarc, 1996
- Rodrigo Concertos, Telarc, 1997 (mit dem Naples Philharmonic Orch., Erich Künzel)
- Message of the Sea, Telarc, 1998
- Music of Giuliani, Telarc, 1999
- David Russell plays Baroque Music, Telarc, 2001
- Reflections of Spain, Telarc, 2002
- David Russell plays Bach, Telarc, 2003
- Aire Latino - Latin American Music for Guitar, Telarc, 2004
- Spanish Legends - Spanish Music for Guitar, Telarc, 2005
- Renaissance Favorites for Guitar, Telarc, 2006
- Art of the Guitar - Some of the best known guitar pieces, Telarc, 2007
- Air on a G String - Baroque masterpieces by Bach, Couperin, Saint-Luc, Weiss, Telarc, 2008
- For David - A recording of guitar pieces dedicated to David, Telarc, 2010
- Sonidos Latinos, Telarc, 2010
- Isaac Albéniz, Telarc, 2011
- Grandeur of the Baroque (Bach, Händel, Couperin, Weiss), Telarc, 2012